# Dirofilaria
Dirofilaria is het geslacht uit de orde Spirurida van parasitair levende rondwormen (nematoden). Er zijn drie soorten:
- Dirofilaria immitis (hartworm)
- Dirofilaria repens
- Dirofilaria ursi
- Dirofilaria sp. MK-2010